# Vincenc Novak
Vincenc Jožef Novak, slovenski rimskokatoliški duhovnik, * 5. september 1807, Braslovče, † 8. marec 1869, Spodnja Polskava.

## Življenje in delo
Rodil se je očetu Francu in materi Mariji. Po končani gimnaziji v Celju (1827) je najprej študiral filozofijo v Gradcu (1827–1829) in nato teologijo v Celovcu (1829–1833). Po kaplanskih službah v Olimju, na Vranskem, v Slovenski Bistrici in Celju je bil župnik na Zgornji Polskavi (1842–1845), nato pa na Spodnji Polskavi (1845–1869). V Drobtinicah je leta 1846 objavil pesem Prihod svetega Duha.